# Northrop Grumman RQ-4 Global Hawk
De RQ-4 Global Hawk, of MQ-4 Triton is een onbemand vliegtuig dat wordt ingezet als verkenningsvliegtuig. Het vliegtuig wordt geproduceerd door de Amerikaanse vliegtuigbouwer Northrop Grumman.
Het vliegtuig wordt geproduceerd in het Ryan Aeronautical Center in San Diego (Californië). Het wordt ingezet als langeafstandsvliegtuig voor verkenning vanaf grote hoogte. Het type RQ-4B nam  bij de US Air Force een groot deel van de taken over van het beroemde verkenningsvliegtuig Lockheed U-2. Duitsland maakt gebruik van het type RQ-4E Euro Hawk. 
De NAVO heeft het Global Hawk-systeem gekozen voor het project Alliance Ground Surveillance (AGS), Hiervoor werden 40 toestellen besteld die in juni 2015 in San Diego van de band rolden.
De RQ-4B is het grootste in serie geproduceerde onbemande militaire vliegtuig ter wereld.

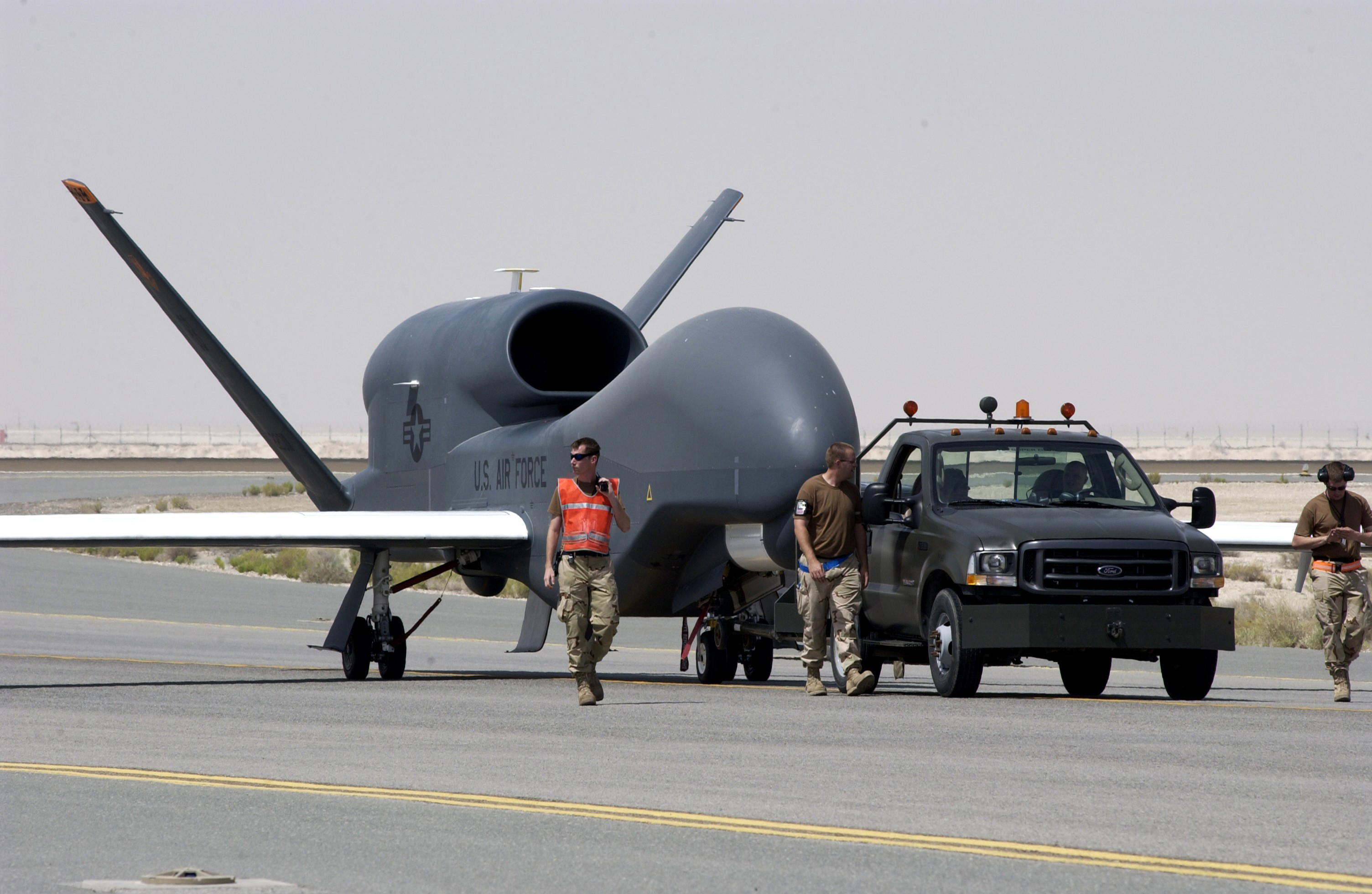
RQ-4 Global Hawk
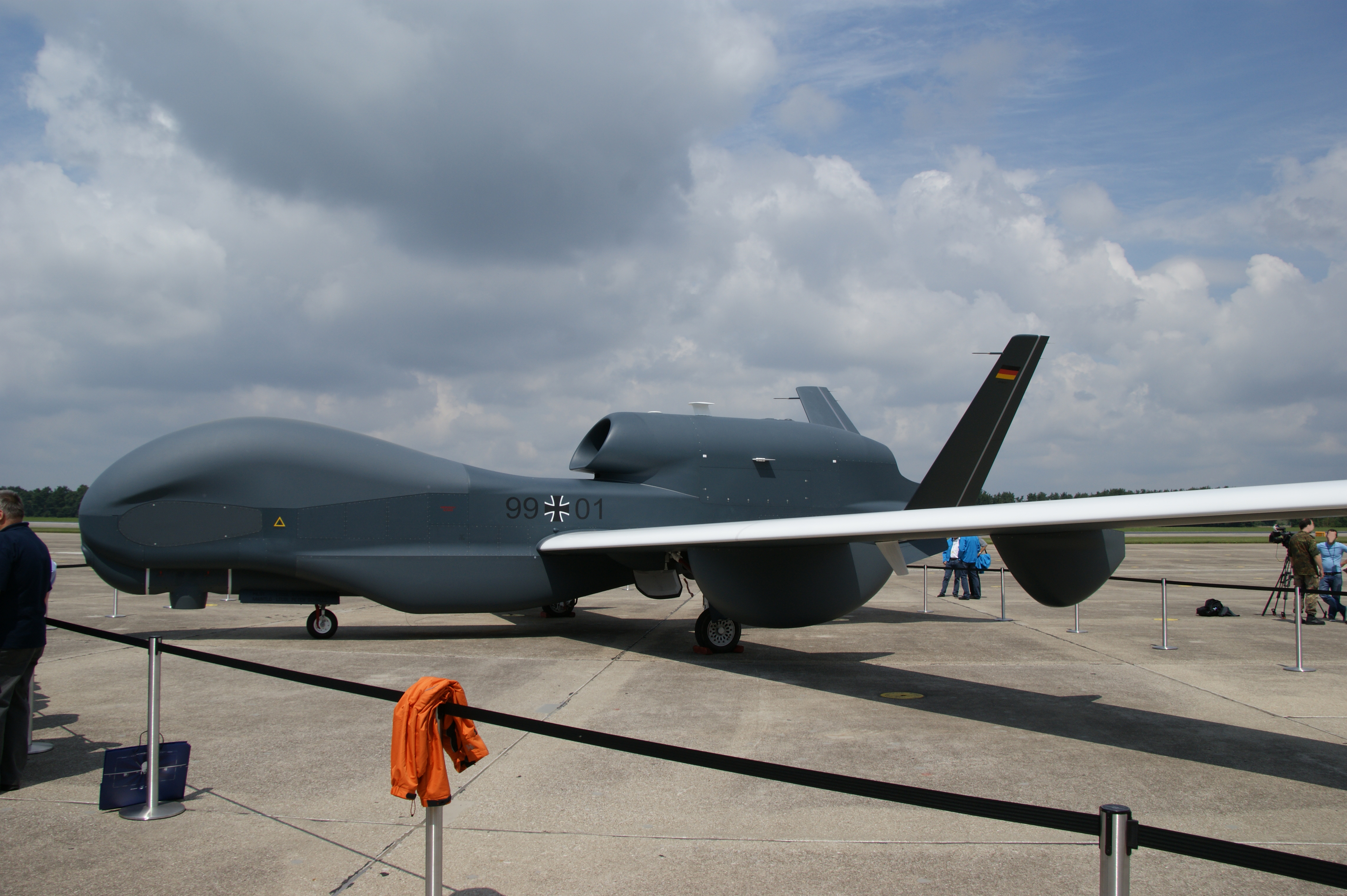
Euro Hawk